# 曼坤天克朗寺

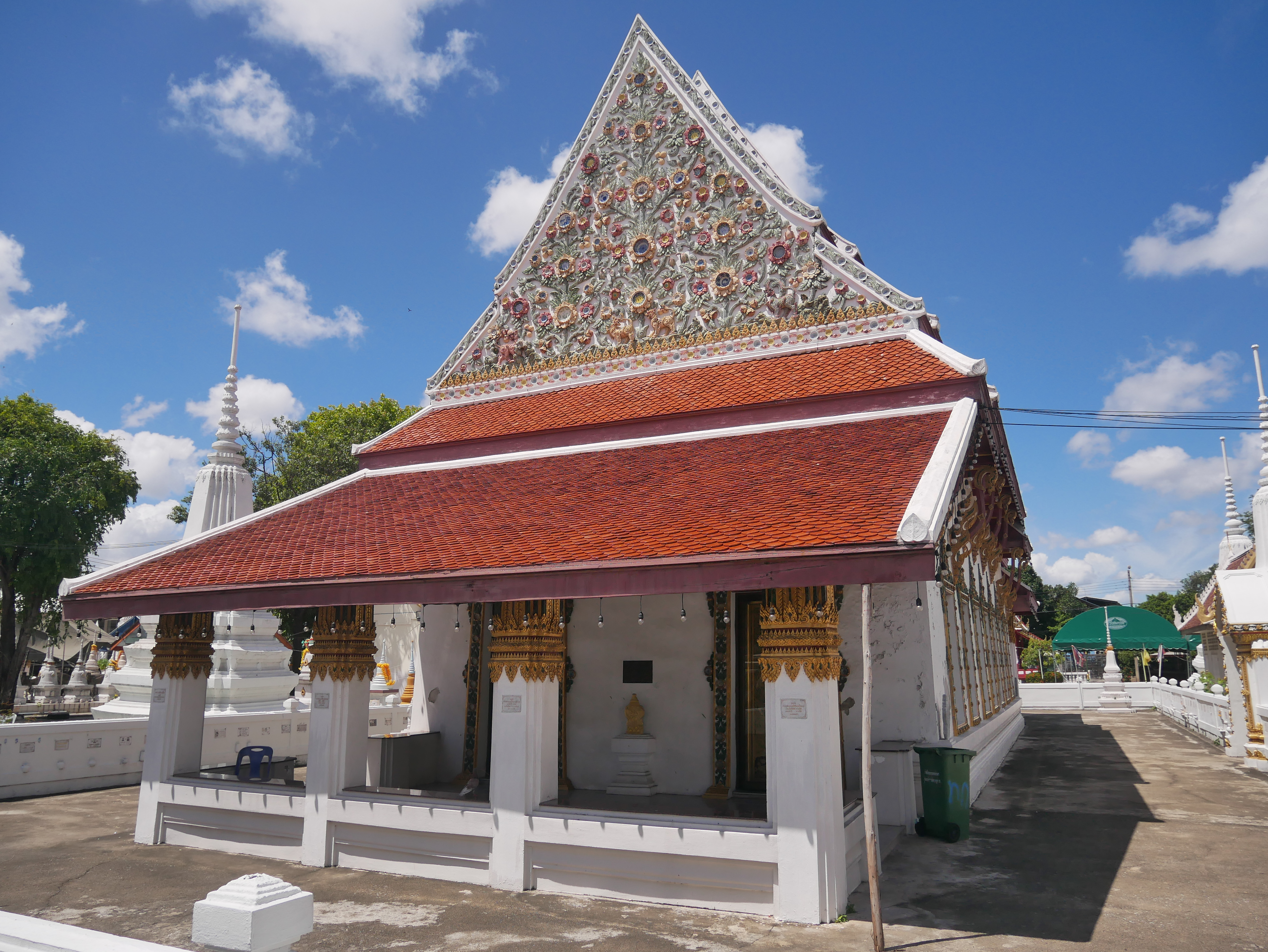
2022年的曼坤天克朗寺。

曼坤天克朗寺是一座始建于1757年，位于泰国曼谷宗通县的佛寺。由于与曼坤天诺寺仅隔着一条护城河，所以与该寺庙看起来像是同一座寺庙。

## 历史
曼坤天克朗寺曾改为礼拜堂。缅甸战争发生后，由于寺庙附近的曼坤天运河是缅甸军队行军进攻郑昭王的运输路线，寺庙成了成为一座废庙。后来，1864年，也就是拉玛三世统治时期，对曼坤天克朗寺进行了重大整修。